# Alcis opiseura
Alcis opiseura là một loài bướm đêm trong họ Geometridae.